# Ada Hegerberg
Ada Martine Stolsmo Hegerberg, född 10 juli 1995 i Molde, är en norsk fotbollsspelare (anfallare) som spelar för franska Olympique Lyonnais. 2018 vann hon Ballon d'Or. Hon har i landslaget bland annat tagit EM-silver, men bojkottade landsslagsspelet 2017–februari 2022.

## Biografi
Ada Hegerberg föddes i Molde men växte upp i Sunndalsøra. Hon är yngre syster till Andrine Hegerberg som även hon spelar för det norska landslaget. Systrarna var klubbkamrater när de spelade i Turbine Potsdam.

### Klubbkarriär
Vid 16 års ålder blev Hegerberg 2011 en av de yngsta någonsin att göra ett hat trick i Toppserien. Sedan 2014 spelar Hegerberg i det franska klubblaget Olympique Lyonnais. Hon har tidigare bland annat spelat i det tyska klubblaget Turbine Potsdam. 
Hon vann 2018 både franska ligan, där hon gjorde 31 mål, och Champions League, där hon gjorde 15 mål. 2019 gjorde hon tre mål i Champions League-finalen mot FC Barcelona.

### Landslagsspel
2011 debuterade Ada Hegerberg i Norges damlandslag. Två år senare spelade hon för det norska landslaget när man tog silvermedalj i Europamästerskapet i Sverige. 
Sedan 2017 bojkottade Hegerberg spel i landslaget,  vilket berodde på en konflikt mellan henne och Norges fotbollsförbund, där hon ansåg att förbundet inte gjort tillräckligt för att förbättra villkoren för damfotboll i Norge. Hon anslöt åter till landslaget den 7 april 2022, efter att ha meddelat sin återkomst i mars, i en match mot Kosovo, där  hon gjorde tre mål.

## Utmärkelser
- 2016 vann Hegerberg 2016 UEFA Best Women's Player in Europe Award.[7]
- 2016 tilldelades hon Norska sportjournalisternas statyett[8]
- 2017 blev hon utnämnd till BBC Women's Footballer of the Year.[9]
- 2018 fick hon som första kvinna ta emot Ballon d'Or.[4]